# آداب الحرب و الشجاعه
آداب الحرب و الشجاعه یا به‌اختصار آداب‌الحرب کتابی‌است از محمد بن منصور بن سعید ملقب به مبارکشاه که در نیمه اول قرن هفتم هجری نوشته شده‌است. مبارکشاه که این اثر را به نام سلطان شمس‌الدین ایلتتمش پادشاه هندوستان نوشته‌است در سبب تألیف کتاب چنین آورده‌است: 

چون زمام جهانگیری و سلطنت و لشکرکشی و سیاست و عدل و رأفت به پادشاهان مفوضست و این کار خطیر جز به مرد و اسپ منتظم نگردد و راست نشود و چاره نیست جهانگیر و لشکرکش را بباید دانست که لشکرکشی چگونه باید کرد و لشکر چگونه باید داشت و لشکر را چگونه فرود باید آورد و طلیعه و جاسوسان و دیدبان چگونه باید فرستاد و روز حرب چگونه جنگ باید کرد و کمین چگونه باید ساخت و شبیخون چگونه باید [... و گرچه سلطان در این باب از همگان برتر است] دعاگوی و خدمتگار این اصل را جمع کرد تا اگر دقیقه‌ای از پیش خاطر بشده باشد معلوم گردد.

نثر کتاب چنان که از جمله‌های فوق بر می‌آید از سجع و تکلفات معمول آن عصر به دور است. و به آثار سده‌های پیش از آن نزدیک است.
فصول هشتم، نهم و دهم کتاب در مورد اسب و اسب سواری و بیماری های مروبط به اسب ها است.
احمد سهیلی خوانساری در مقدمه خود بر تصحیح کتاب، زمان تألیف آن را میان سالهای ۶۲۶ و ۶۳۳ دانسته است.